# Askalo
Askalo (estilizado askalo) era una comunidad en línea en donde se podía compartir lo que uno sabía o quería saber sobre algún lugar. Los usuarios compartían con los demás consejos y vivencias sobre sus ciudades, por medio de preguntas y respuestas. 
 Desde mayo de 2017, askalo funciona como un buscador de anuncios clasificados en versión beta.

## Historia
La página de askalo, junto con Locanto y Yalwa, es una de las tres aplicaciones web de enfoque local creadas por la empresa alemana Yalwa. 
 
Klaus P. Gapp, CEO y fundador de la startup Yalwa, fundó y operó anteriormente OpusForum.org, un sitio local de avisos clasificados ofrecidos para los países de idioma alemán. OpusForum.org fue adquirido por Ebay en 2005 y fusionado, un año más tarde con el sitio de clasificados "Kijiji".
En mayo de 2017, askalo fue relanzado como un buscador gratuito de anuncios clasificados en las categorías automóviles, empleo e inmobiliaria. El nuevo askalo está disponible en versión beta. 

## Características del sitio

### Enfoque Local
Las preguntas y respuestas en askalo tenían un enfoque local. Debido a que el objetivo era que la gente compartiera consejos y vivencias sobre sus ciudades con los demás. 
En askalo los usuarios podían realizar preguntas sobre diversos temas comunes en su ciudad y ayudar a otros usuarios respondiendo a sus preguntas. 

### Comunidad Internacional
La página de preguntas y respuestas de askalo se encontraba disponible para los siguientes países: 
Alemania - Argentina - Australia - Austria - Bélgica - Bolivia - Canadá - Chile - China - Colombia -  Ecuador - El Salvador -  Emiratos Árabes Unidos - España - Estados Unidos (en español e inglés) -  Filipinas - Francia - Holanda - Hong Kong - India - Irlanda - Jamaica - Japón - Luxemburgo - Malasia - Marruecos - México - Nueva Zelanda - Pakistán - Panamá - Paraguay - Perú - Puerto Rico - Reino Unido - República Dominicana - Singapur - Sudáfrica - Suiza - Uruguay - Venezuela
Idiomas en los que se encuentra disponible la página: 
Español 
 
Inglés 
 
Francés 
 
Alemán 
 
Holandés

## Crítica
El 30 de septiembre de 2010, la página de Usefultools.com un sitio en inglés de aplicaciones informáticas mencionó: “El principal problema de askalo es simplemente, que por el momento no cuenta con los suficientes usuarios. Muchas de las ciudades tienen preguntas pero no respuestas. Esperemos que este problema se termine cuando más usuarios utilicen el sitio."